# Rio Gruiu (Vedea)
O Rio Gruiu é um rio da Romênia, afluente do Vediţa, localizado no distrito de Olt.